# 风云再起
南京风云投资管理有限公司（英語：Nanjing Fengyun Investment Management Co.,Ltd）是一家经营游艺娱乐场所的中国公司，总部位于南京市建邺区河西万达广场E座29F，主营电玩城品牌名为：风云再起游乐汇，简称：风云再起、风云。

## 简介
作为工体商户最早起步于江西西部地市，后转变策略总部搬迁至南京并公司化，拥有风云会全国大型游戏游艺竞技赛事品牌。
而公司起步初期在1999年鈊象电子曾恰巧发行过《三国战纪1风云再起》。

## 主要门店
截止2023年底风云再起在中国大陆共计开设71家门店，遍布以下地级市：
- 秦皇岛市 1
- 大连市1
- 无锡市2
- 苏州市2
- 宿迁市 1
- 合肥市 1
- 宿州市1
- 武汉市1
- 南宁市2
- 贵阳市1
- 咸阳市1
- 北京市4
- 太原市 3
- 上海市 12
- 徐州市1
- 淮安市1
- 杭州市1
- 芜湖市1
- 青岛市 1
- 长沙市 1
- 钦州市1
- 昆明市2
- 西宁市 1
- 天津市3
- 沈阳市 4
- 南京市 10
- 常州市1
- 镇江市1
- 丽水市1
- 滁州市1
- 郑州市3
- 广州市1
- 成都市2
- 西安市1

## 历史[2]
- 1997年风云动漫（风云再起前身，今宜春市风云动漫，已和风云再起无关系）第一家门店在江西诞生，开始涉足游戏行业。
- 2004年11月，风云再起门店首次实现战略转型，面积超1000㎡的风云再起旗舰店在江西南昌成功开业。（已于2022年关门）
- 2006年7月在江苏开设第一家门店，12月面积超2000㎡在合肥开业。
- 2007年总部由江西南昌迁至江苏南京。
- 2008年公司化。[3]
- 2010年12月，上海店和郑州店开业
- 2014年1月北京店开业，9月长沙店开业。
- 2015年12月西安“StayForYou漫玩吧”品牌门店开业。
- 2022年和“奥特曼”、“名侦探柯南”、“初音未来”、“哆啦A梦”、“皮卡丘”等品牌做门店联动，打造主题门店。